# Maailma on tehty meitä varten
Maailma on tehty meitä varten (finlandese: "Il mondo è fatto per noi") è il quarto album di studio della band rock finlandese Haloo Helsinki!, pubblicato l'8 febbraio 2013 dalla EMI Music Finland. L'album è entrato nella classifica della Suomen virallinen lista alla settima settimana e raggiungendo la prima posizione alla trentaduesima.
L'uscita dell'album è stata anticipata dalla pubblicazione del primo singolo, Huuda!, il 30 novembre 2012 con il suo video. Il 1º febbraio 2013 è stato pubblicato il secondo singolo, Vapaus käteen jää con il relativo video musicale.
Il 6 marzo 2013 l'album è stato certificato disco d'oro in Finlandia per aver venduto oltre 10 000 copie.
Il terzo singolo, la titletrack, venne pubblicato il 24 maggio 2013.

## Tracce
1. Avautumisraita – 4:20
2. Carpe diem – 4:09
3. Taivaanlaiva – 4:05
4. Vapaus käteen jää – 4:02
5. Huuda! – 4:02
6. Maailma on tehty meitä varten – 4:34
7. Hetki on kaunis – 3:39
8. Lähtövalmiina – 5:44
9. Rakkaus – 3:57
10. Syvälle silmiin – 3:47
11. Onneton blondi – 4:11
12. Lehdet Kellastuu – 3:54

## Classifica
| Classifica (2013) | Posizione massima |
| ----------------- | ----------------- |
| Finlandia         | 1                 |